# Ernesto Hoost

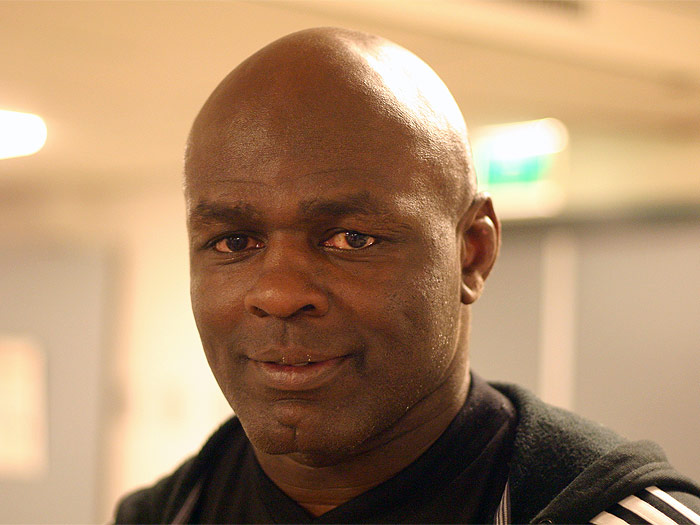
Ernesto Hoost

Ernesto Frits Hoost, född 11 juli 1965 i Heemskerk, är en holländsk kickboxare som har vunnit K-1 World Grand Prix 4 gånger. Hans familj är ursprungligen från Surinam och han har smeknamnet "Mr. Perfect". Han är 189 cm lång och väger 108 kg.
Hoost slutade efter K-1 World Grand Prix 2006 där han förlorade semifinalen mot slutlige segraren Semmy Schilt. År 2014, Ernesto Hoost, ingick med Helen Jurisic i Sports Hall of Fame International av ordföranden i Republiken Kroatien Ivo Josipović.